# Геласий II
Геласий II (лат. Gelasius PP. II), в миру Джованни Каэтани (итал. Giovanni Caetani (или Gaetani); 1060/1064, Гаэта — 29 января 1119, Клюни) — Папа Римский с 24 января 1118 года по 29 января 1119 года.

## Биография
Родился в Гаэте, в пизанской ветви знатного семейства Каэтани, в период с 1060 по 1064 год.
Стал монахом в аббатстве Монтекассино. В 1089 году папа Урбан II назначил его канцлером и кардиналом-дьяконом церкви Санта-Мария-ин-Космедин. Отличаясь умеренностью во взглядах, сохранил эти посты и при папе Пасхалии II. После смерти Пасхалия II кардиналы, собравшиеся на Палатине, единодушно избрали его папой. Императора Генриха V об этом не известили.

## Начало понтификата

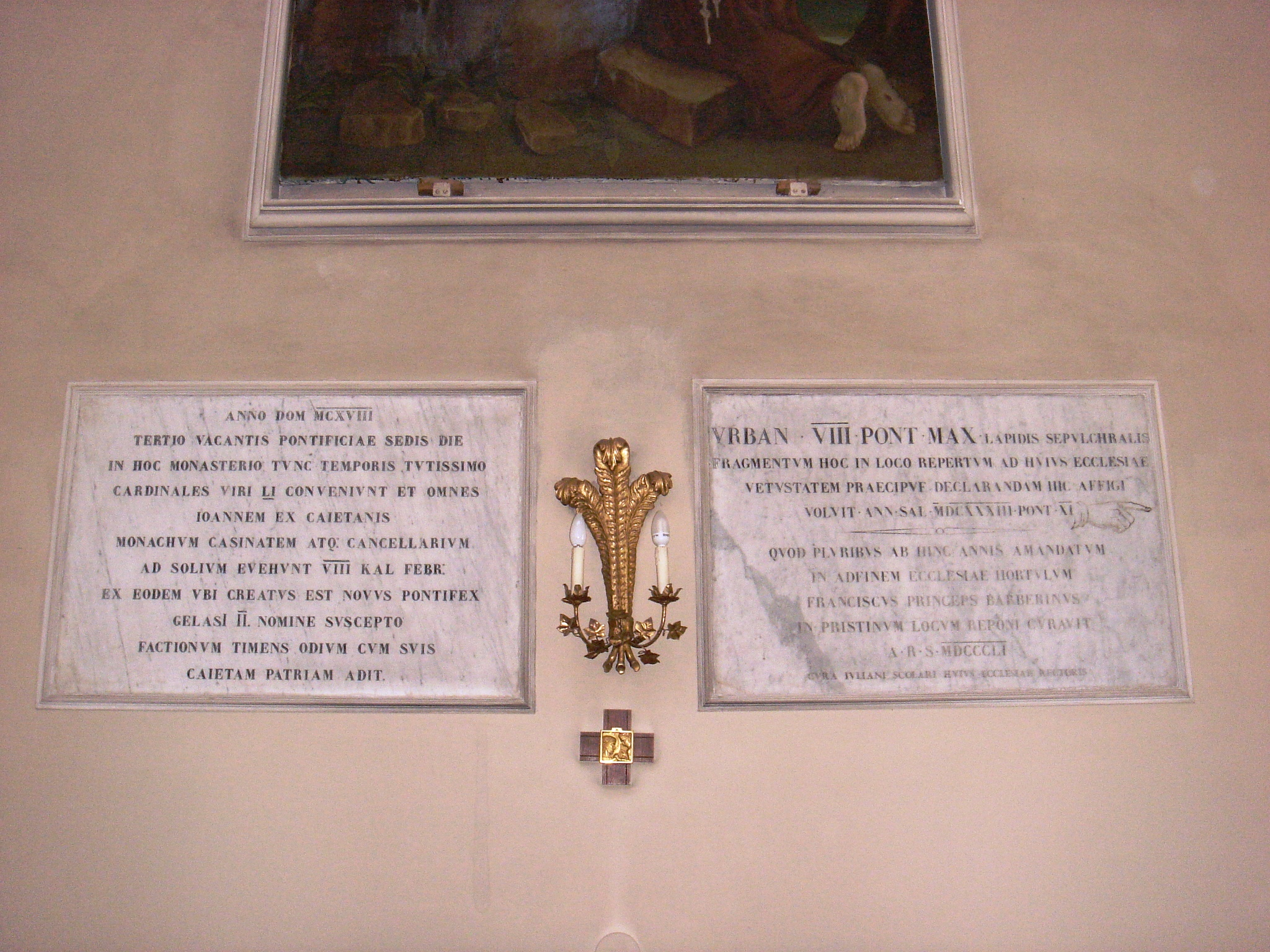
Мемориальная доска на базилике Сан-Себастьяно-аль-Палатино в память об избрании Геласия II

Когда сторонники императора Генриха V в Риме узнали, что кардиналы выбрали нового папу, не спросив мнения императора, они ворвались в церковь Сан-Себастьяно-аль-Палатино (где тайно совершилось избрание), выломав ворота. Римский вельможа Ченчо Франджипани схватил нового папу за горло, швырнул на землю и стал пинать ногами, а потом отправил в свой замок и бросил в темницу. Остальных кардиналов, попытавшихся бежать, сторонники Ченчо Франджипани связали. Но жители Рима из разных слоев населения, узнав об этом насилии, окружили замок и потребовали освободить папу. Ченчо Франджипани выпустил Геласия II, и тот объявил, что прощает его. Народ сопроводил папу в Латеранский дворец.

## Геласий II и Григорий VIII

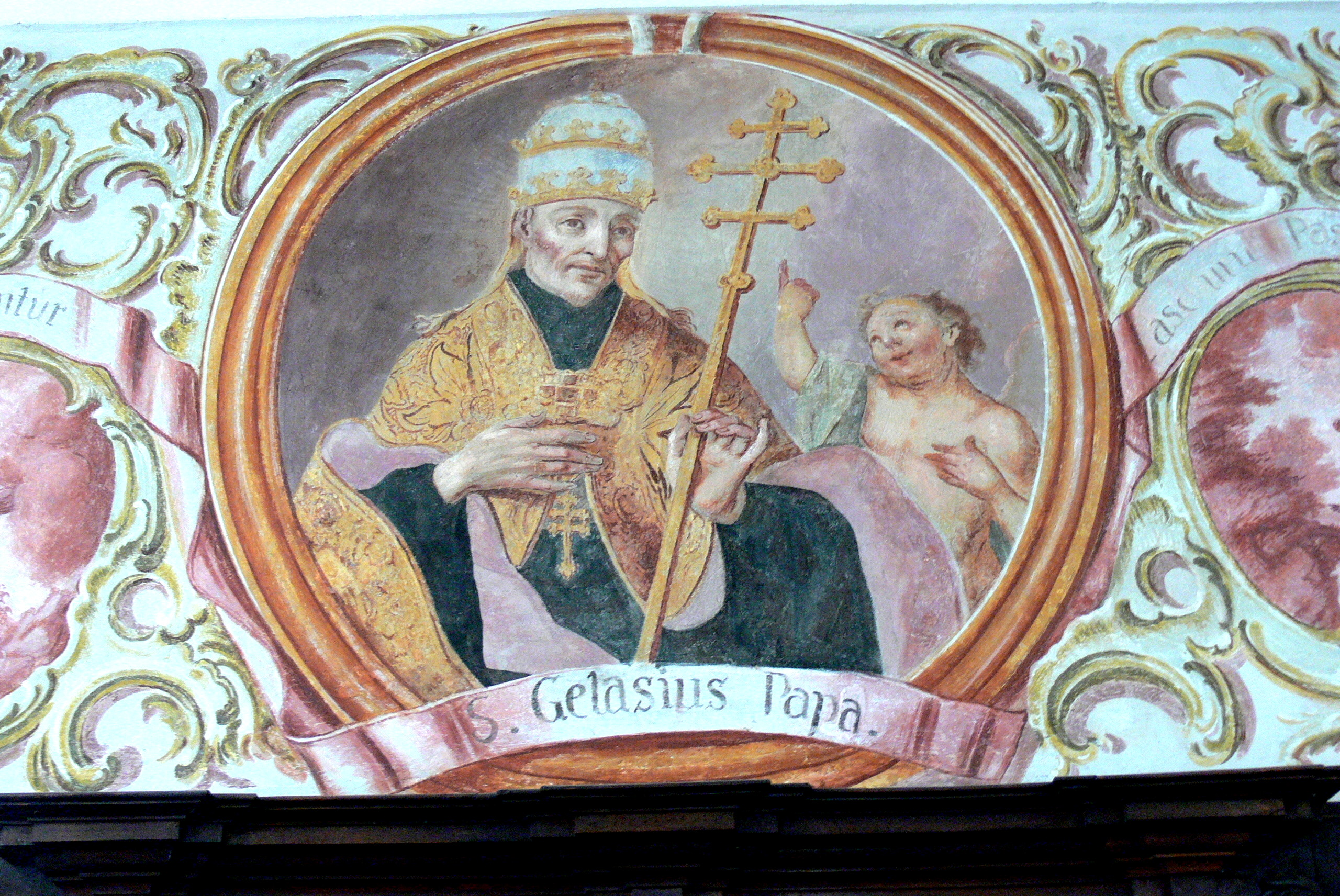
Изображение Геласия II на фреске церкви святого Августина в Раттенберге, Тироль

Франджипани сообщили о выборе кардиналов императору Генриху V. Тот 2 марта прибыл в Рим и пригласил Геласия II к себе. Но папа, узнав о приезде императора, бежал на лодке в Гаэту. Там его приветствовали духовенство и знать Южной Италии.
Генрих V, услышав от юриста Ирнерия Болонского о бегстве папы, объявил избрание Геласия незаконным. 9 марта 1118 года кардиналы из числа императорских сторонников избрали новым папой португальского епископа французского происхождения Мориса Бурдена, получившего имя Григория VIII. Его признали в большей части Италии, в Германии и даже в Англии. В ответ Геласий II отлучил Генриха V и Григория VIII от церкви.
В июле 1118 года, когда император уехал из Рима, папа при поддержке норманнов решил туда вернуться, хотя большую часть города тогда контролировал Григорий VIII. 21 июля кардинал-священник церкви Санта-Прасседе пригласил Геласия II на праздник в свою церковь. Несмотря на то, что она находилась недалеко от замка Франджипани, папа принял приглашение и в сопровождении охраны, в обществе Стефана Норманна и своего племянника Крешенцио да Гаэта пришел в церковь. Но во время мессы в церковь ворвались сторонники императора, и начался бой. В суматохе Геласий II скрылся и решил уехать из Рима. Перед отъездом папа назначил Петра, епископа Порто, своим викарием, кардинала Гуго — понтификальным ректором в Беневенто, Стефана Норманна — гонфалоньером римской церкви.
Потом вместе с шестью кардиналами через Пизу он поехал во Францию. В Пизе он освятил новый роскошный Пизанский собор и подчинил архиепископу Пизанскому епископов Корсики. В октябре сел на корабль в Генуе и прибыл во Францию, где, встретившись с аббатом Сугерием, министром Людовика VI, уехал в монастырь Клюни. Готовя большой собор в Реймсе, он скончался от плеврита.
Его преемником стал архиепископ Вьеннский Гвидо.